# Ben Sheldon
Pour les articles homonymes, voir Sheldon.
Ben C. Sheldon est un zoologiste britannique, titulaire de la chaire Luc Hoffmann d'ornithologie de terrain et directeur de l'Institut Edward Gray d'ornithologie de terrain du département de zoologie de l'Université d'Oxford.
Ses recherches portent sur les causes et les conséquences de la variation individuelle des populations sauvages, en particulier des oiseaux.

## Éducation et carrière
Sheldon obtient son BA en sciences naturelles (partie II en zoologie) à l'Université de Cambridge, où les conférences du professeur Nick Davies en écologie comportementale sont particulièrement influentes, et son doctorat en zoologie à l'Université de Sheffield, sous la supervision de Tim Birkhead. Il occupe une série de bourses postdoctorales à l'Université d'Uppsala et à l'Université d'Édimbourg, avant de partir à l'Université d'Oxford pour occuper une bourse de recherche de la Royal Society University en 2000.
Sheldon est nommé directeur de l'Institut Edward Grey en 2002, à la suite du départ à la retraite du professeur Chris Perrins et élu premier titulaire de la chaire Luc Hoffmann d'ornithologie de terrain en 2004. Il est chef de département associé de 2011 à 2016 et chef de département de 2016 à 2021. Il reçoit la médaille linnéenne 2020 pour "son service à la science dans le domaine de la zoologie", et est élu membre de la Royal Society en 2022.